# Faixa Piritosa Ibérica

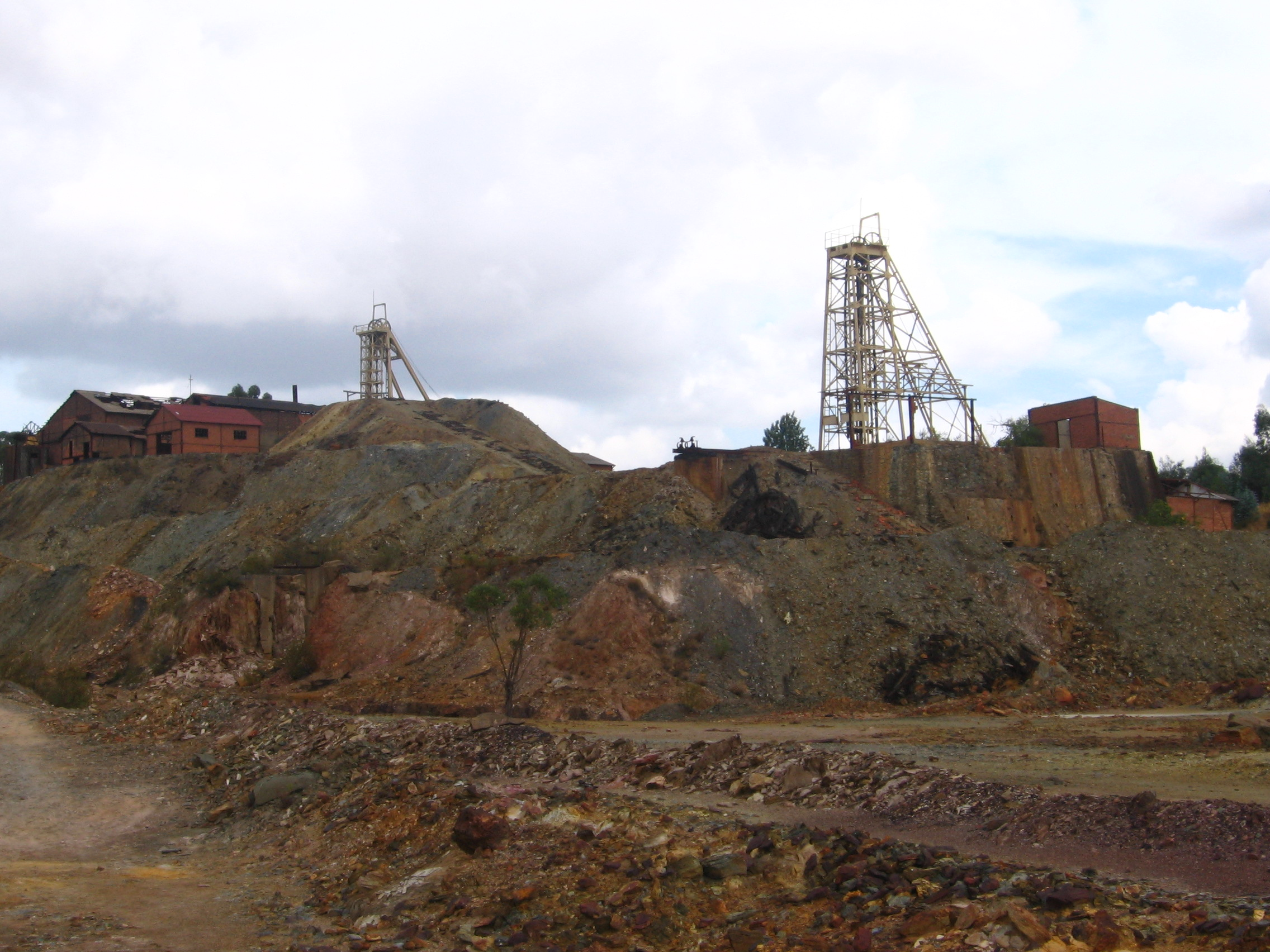
Mina do Lousal, próximo do extremo NW da Faixa

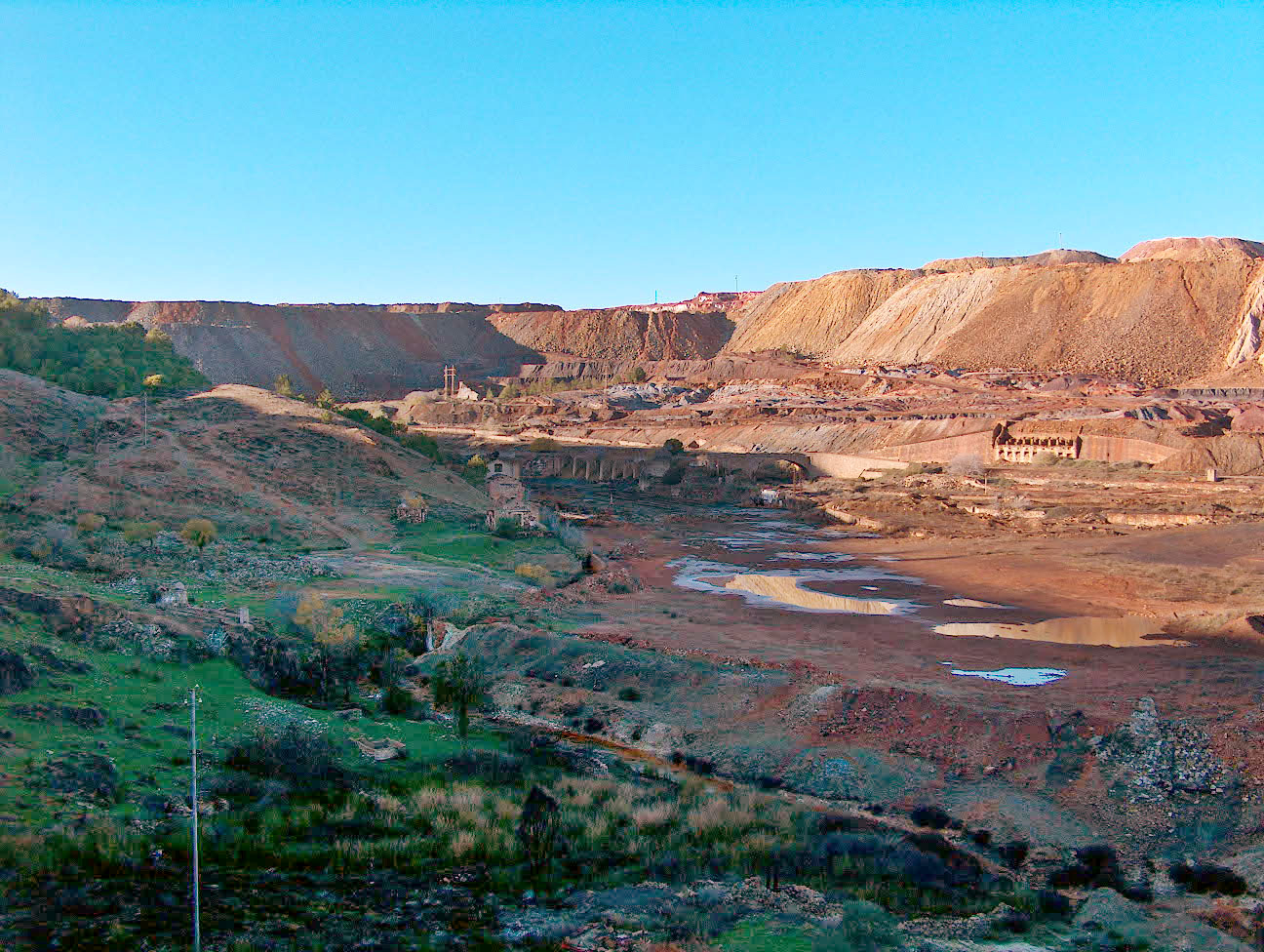
Minas de Riotinto, próximo do extremo SE da Faixa

A Faixa Piritosa Ibérica constitui uma vasta área geográfica do sul da Península Ibérica na designada Zona Sul Portuguesa. Tem cerca de 250 km de comprimento e 30 a 50 km de largura, desenvolvendo-se desde Alcácer do Sal (Portugal), a noroeste, até Sevilha (Espanha), a sudeste. A atividade de mineração nesta região remonta a milhares de anos.
Há 350 milhões de anos, a atividade vulcânica submarina que ocorreu nesta região deu origem a importantes jazigos de sulfuretos maciços polimetálicos associados aos flancos de cones vulcânicos, na forma de pirites, mas também de calcopirites, blendas, galenas e cassiterites.
Na Antiguidade, a actividade mineira é anterior aos romanos, que se sabe terem explorado com intensidade minas como Aljustrel (Vipasca), São Domingos ou Riotinto, associadas aos chapéus de ferro ou gossans, zonas superficiais mais oxidadas das massas de sulfuretos. 
Com a Revolução Industrial, voltou a intensificar-se no século XIX a exploração mineira, tendo funcionado largas dezenas de minas que exploraram principalmente pirites. 
A extracção de enxofre foi muito importante até aos finais da década de 50 do século XX devido à aplicação na indústria química (fabrico de ácido sulfúrico).
A viabilidade económica das minas da Faixa Piritosa depende atualmente da extração de cobre, zinco, chumbo e, nalguns casos, de metais preciosos como o ouro e a prata.

## Minas recentes

### Portugal
- Canal-Caveira
- Lousal
- Aljustrel
- Neves-Corvo
- São Domingos
- Orada (Pedrogão)

### Espanha
- Herrerías
- Tharsis
- La Joya
- Buitrón
- Riotinto (incluindo a Corta Atalaya)
- San Miguel
- Lomero-Poyatos
- Cueva de la Mora
- Cala
- Castillo
- Teuler